# Восток
Восто́к — сторона света, в направлении которой вращается Земля. Направление на восток перпендикулярно направлениям на север и юг, то есть на географические полюса Земли, и противоположно направлению на запад. Направление на восток соответствует +90° по геодезическому азимуту и −90° — по астрономическому.
Первоначально, скорее всего, это слово обозначало «восход», а впоследствии значение изменилось.
Русское обозначение востока — В, международное — E (от англ. east).
В дни равноденствий Солнце восходит ровно на востоке.

## Этимология
Русское слово «восток» заимствовано из церковнославянского языка. В старославянском языке слово писалось как «въстокъ», это была калька греческого «ἀνατολή».
Английское слово «east» родственно немецкому слову «ost» и древнескандинавскому «austr», сродни латинскому «aurōra». В древнеанглийском языке слово писалось как «ēast» (прилагательное), «ēastan» (наречие) или «ēaste» (существительное), эти слова происходят от прагерманского «*aust-», буквально «к восходу солнца», это же слово происходит от праиндоевропейского «*aus-» («сиять»). В среднеанглийском слово уже пишется как «est».

## Навигация
На современных картах Земли восток, как правило, находится справа. Это соглашение развилось из использования компаса, который помещает магнитный север на нулевую отметку компаса. Однако на картах планет, таких как Венера и Уран, которые вращаются ретроградно, восток находится на левой стороне.
Точно на востоке восходят Солнце и Луна в дни равноденствия.

## В культуре
Восток — это направление, в котором Земля вращается вокруг своей оси; наблюдатель видит, что Солнце встаёт на востоке. Восток упоминается во многих религиях, в том числе и в тех, которые появились до христианства. При строительстве христианских церквей также учитывали стороны света.
Алтари православных церквей и лютеранских кирок обращены на восток, колокольни — обычно к западу; приподнятый конец нижней перекладины креста на куполе церкви указывает на север; алтари католических
костелов обращены на запад

## Восток как макрорегион
Восток также может означать то, что относится к странам Азии (при этом Европа — это «западный мир»). Несмотря на то, что термин появился в европейских странах, Азия действительно находится восточнее географического центра Земли.